# Daniel Herrera
Daniel Ezequiel Herrera (Colonia Santa Rosa, 6 febbraio 2004) è un calciatore argentino, difensore del San Lorenzo.

## Caratteristiche tecniche
Gioca come difensore centrale.

## Carriera
Herrera è cresciuto nel settore giovanile del San Lorenzo, dove ha firmato il primo contratto professionistico nel febbraio del 2024. Ha debuttato in prima squadra il 17 maggio seguente nei minuti finali dell'incontro di Coppa Libertadores vinto 3-2 contro il Liverpool (M).

## Statistiche

### Presenze e reti nei club
Statistiche aggiornate al 3 maggio 2025.
| Stagione        | Squadra         | Campionato      | Campionato | Campionato | Coppe nazionali | Coppe nazionali | Coppe nazionali | Coppe continentali | Coppe continentali | Coppe continentali | Altre coppe | Altre coppe | Altre coppe | Totale | Totale | Totale |
| Stagione        | Squadra         | Comp            | Pres       | Reti       | Comp            | Pres            | Reti            | Comp               | Pres               | Reti               | Comp        | Pres        | Reti        | Pres   | Reti   |        |
| --------------- | --------------- | --------------- | ---------- | ---------- | --------------- | --------------- | --------------- | ------------------ | ------------------ | ------------------ | ----------- | ----------- | ----------- | ------ | ------ | ------ |
| 2024            | San Lorenzo     | PD              | 9          | 0          | CA+CdL          | 1+0             | 0               | CL                 | 0                  | 0                  |             | -           | -           | 10     | 0      |        |
| 2025            | San Lorenzo     | PD              | 12         | 0          | CA              | 0               | 0               | -                  | -                  | -                  |             | -           | -           | 12     | 0      |        |
| Totale carriera | Totale carriera | Totale carriera | 21         | 0          |                 | 1               | 0               |                    | 0                  | 0                  |             | -           | -           | 22     | 0      |        |